# Gunwantsingh Jaswantsingh Malik
Gunwantsingh Jaswantsingh Malik fue un diplomático indio.
- Fue hijo de Balwant Kaurund Jaswant Singh.
- De 1943 a 1946 sirvió en la Royal Air Force.
- De 1974 a 1979 sirvió en el Indian Foreign Service.
- De 1965 a 1968 fue embajador en Manila.
- De 1968 al 14 de enero de 1971  fue embajador en Dakar (Senegal) con acreditación concurrente en Uagadugú, Abiyán (Costa de Marfil), Nuakchot (Mauritania) y Banjul (Gambia).
- Del 14 de enero de 1971 a 1974 fue embajador en Santiago de Chile con acreditación concurrente en La Paz, Lima y Bogotá.
- De 1974 a 1977 fue embajador en Bangkok.
- De 1977 a 1979 fue embajador en Madrid.[1]